# Pampas

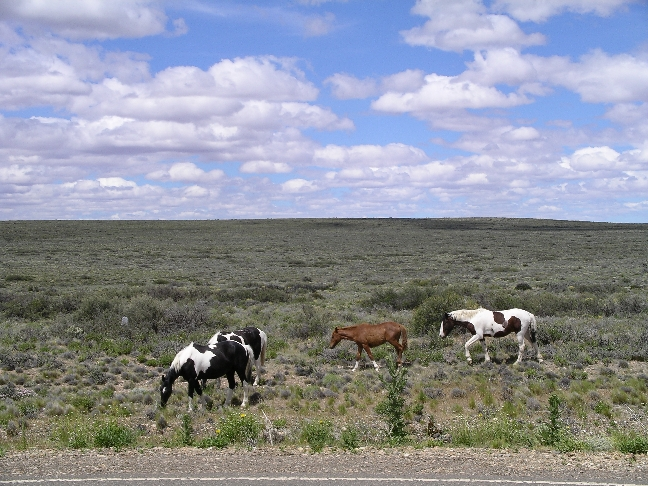
Peisaj tipic pampasului (Argentina) Gran Altiplanicie Central

Pampasul este un fel de stepă sud-americană. Aceasta este situată în partea centrală a Americii de Sud. Ocupă E Argentinei (ajungând până la Oceanul Atlantic) și S Uruguay-ului.

## Biotop
Pampasul are un biotop asemănător preriei. Cad destul de multe precipitații, luminozitatea este maximă. Solurile sunt fertile. Sunt prezente în principal anotimpuri principale: vara și iarna.
Pampasul este una dintre regiunile cele mai bune pentru pășunat, în care pasc milioane de de vite. În secolul XIX, călăreții pricepuți numiți gauchos duceau o viață nomadă aici.
Această stepă cu ierburi specifice, este situată în America de Sud fiind mărginit la sud-est de vărsarea râului Río de la Plata, în vest de Anzii Cordilieri, în est de Oceanul Atlantic, iar în nord de regiunea tufișurilor țepoase a savanei Chaco.
Pampasul se întinde pe teritoriul statelor Argentinei, Uruguayului și Braziliei. Alcătuiește în partea centrală a Americii de Sud, regiunea principală de creștere a vitelor. Subîmpărțirea pampasului în est fiind "pamapasul umed" unde cad precipitații periodice tot timpul anului, pe când în vest "pampasul arid" aici fiind munții Sierras Pampeanas.

## Clima
Clima este temperată umedă în estul regiunii, datorită apropierii de ocean, cu diferențe de temperatură relativ mici între iarnă și vară, pe când în vest predomină o climă continentală cu veri fierbinți și ierni reci și uscate.

## Flora
Vegetația este reprezentată de colilie, iarba de pampas , meiul sălbatic , trestie , laptele câinelui , mimoză , stuful.

## Fauna
Lama, Vulpea gri, Rața de pampas, Antilopa, Șoimul, Vulturul.